# Wimbledonmästerskapen

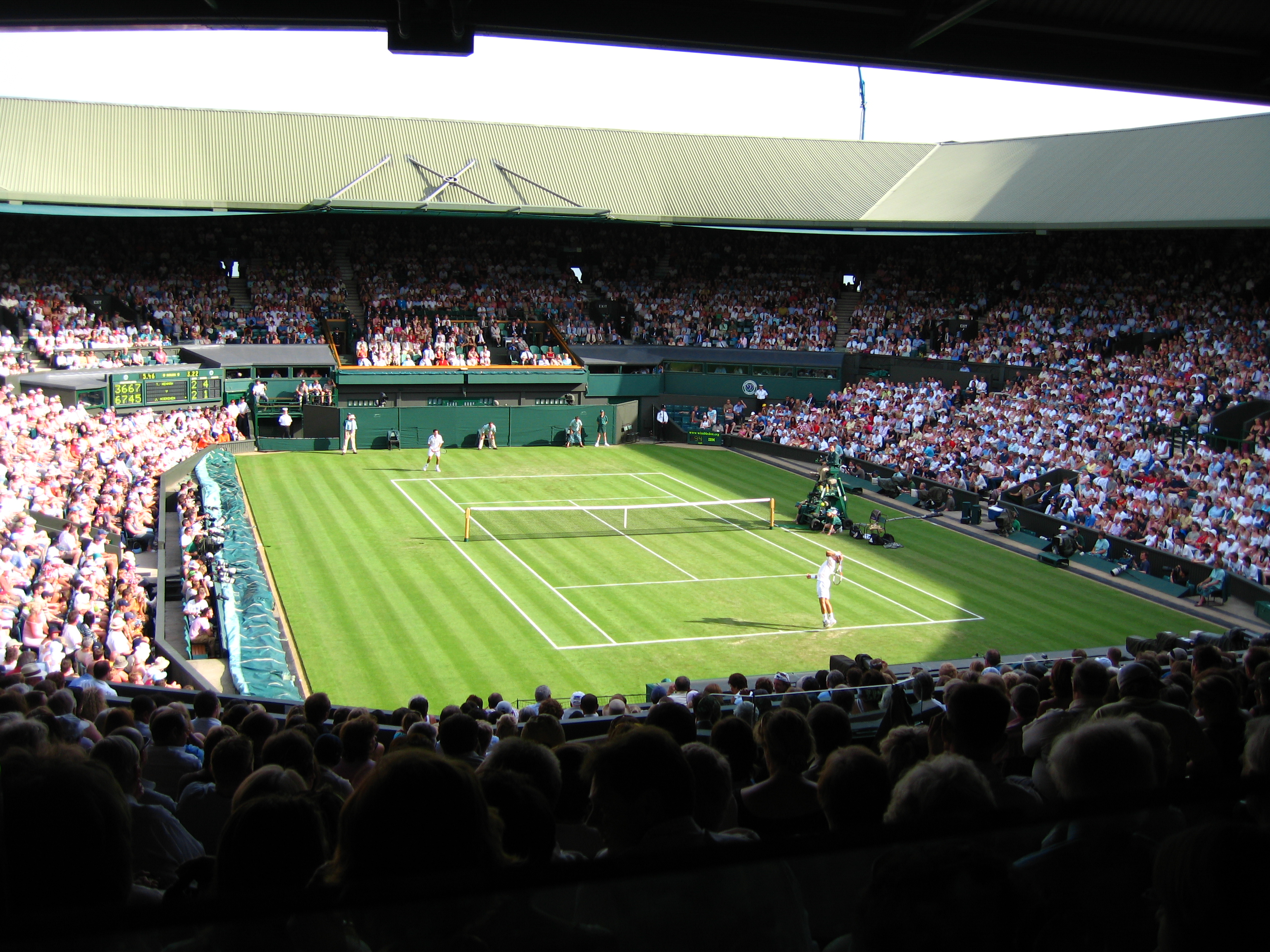
Wimbledons Centre Court 2005.

Wimbledonmästerskapen (svenskt uttal: [ˈvɪmpːeldɔn]) är en tennisturnering i London, Storbritannien, den äldsta av de fyra Grand Slam-turneringarna. Wimbledonmästerskapen avgörs varje år i juni/juli på gräsbanor. Turneringen spelades första gången 1877. Evenemanget följdes då av några hundra åskådare. Nuförtiden följs turneringen årligen av cirka en halv miljon åskådare på plats och miljontals TV-tittare världen över.
Mästerskapet organiseras av All England Lawn Tennis & Croquet Club i nära samarbete med det brittiska tennisförbundet. Tävlingarnas historia sammanfaller i princip med tennisklubbens. För en mer detaljerad historik, se artikeln All England Lawn Tennis & Croquet Club.

## Historia
Det första mästerskapet invigdes 9 juli 1877 genom ett singelmästerskap för herrar som vanns av Spencer Gore. I finalen sågs av omkring 200 åskådare. 1882 togs croquet bort från tävlingarnas namn när allt fokus kom att ligga på tennisen, men av semtimentala skäl återkom ordet 1899. 1884 följde tävlingar för damer, den första turneringen vanns av Maud Watson, samt tävlingar i dubbel.
Tack vare tennisspelets snabbt ökande popularitet under det sena 1800-talet fanns fortsatt underlag för regelbunden turneringsverksamhet vid Wimbledon, och Wimbledonmästerskapen spelades i obruten följd under resten av seklet. Under hela 1900-talet, med undantag av krigsåren 1915-18 och 1940-45, har turneringen årligen spelats på All England Clubs gräsplaner i Wimbledon. Vid starten 1877 spelade man vid Worple Road och 1922 flyttades tävlingarna till Church Road.
Redan från början användes systemet med All Comers Round och Challenge Round, vilket innebar att det föregående årets mästare ("regerande mästare") bara behövde spela en match i vilken han försvarade sin titel. Övriga spelare måste spela kvalificeringsomgångar om rätten att få utmana mästaren. Systemet avskaffades i och med 1922 års turnering. Längsta obrutna segerrader har William Renshaw som vann turneringen sex år i följd (1881–1886) liksom Martina Navratilova (1982–1987). Segrar fem år i följd har Laurie Doherty (1902–1906), Suzanne Lenglen (1919–1923), Björn Borg (1976–1980) och Roger Federer (2003–2007).

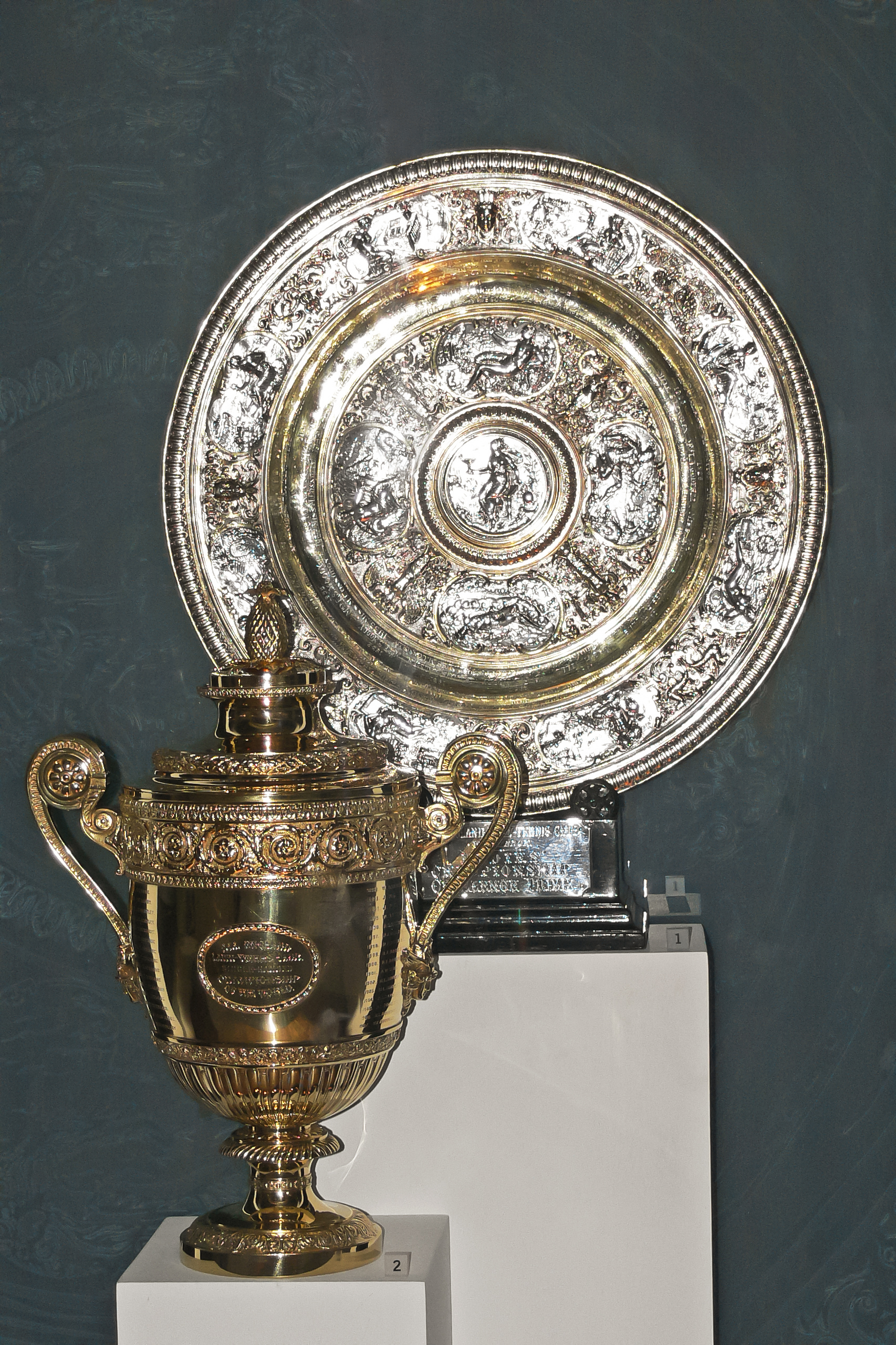
Segrartroféerna, damsingel (överst) och herrsingel.

Den 1 april 2020 meddelade arrangörerna att det årets tävlingar blivit inställda in på grund av Coronapandemin. År 2021 återkom tävlingarna.

## Regler
Wimbledonmästerskapen var, tillsammans med Australian Open och Franska öppna, de enda större turneringarna som inte använde tiebreak i ett avgörande tredje (damklassen) eller femte (herrklassen) set fram till år 2021. Istället avgjordes sådana matcher i ett klassiskt så kallat långt set, där segraren måste vinna med två games marginal. Detta fick till följd att vissa matcher i mästerskapen kunde bli mycket utdragna och framtvinga spel över flera dagar.
Från och med 2022 års Franska öppna kommer alla Grand Slam-turneringar införa ett system med "först till tio vunna poäng med två poängs marginal" i avgörande set (i singel och dubbel för herrar och damer), som ett sätt att samordna världens fyra största tennisturneringar.
Den 23–24 juni 2010 spelades världens längsta tennismatch i Wimbledonmästerskapen mellan amerikanen John Isner och fransmannen Nicolas Mahut. Resultatet skrevs till 6-4, 3-6, 6-7, 7-6, 70-68 till Isners fördel. Matchen höll på i 11 timmar och 5 minuter över tre speldagar.
Långa matcher, innan tiebreak infördes för övriga set, har också tidigare spelats i mästerskapen. Ett exempel är förstarondsmötet i 1969 års Wimbledonturnering mellan Pancho Gonzales och Charles Pasarell. Matchen spelades över två dagar i hela 112 game innan Gonzales slutligen stod som segrare vid slutställningen 22-24, 1-6, 16-14, 6-3, 11-9. Så långa matcher förryckte också arrangörernas spelscheman och medförde att tiebreak infördes från 1970, dock inte för avgörande set.

## Vinnare

### Damer singel
De senaste 10 årens mästare:
| 2023 | Markéta Vondroušová            |
| 2022 | Jelena Rybakina                |
| 2021 | Ashleigh Barty                 |
| 2020 | Inställt p.g.a. Coronapandemin |
| 2019 | Simona Halep                   |
| 2018 | Angelique Kerber               |
| 2017 | Garbiñe Muguruza               |
| 2016 | Serena Williams                |
| 2015 | Serena Williams                |
| 2014 | Petra Kvitová                  |
| 2013 | Marion Bartoli                 |

För en fullständig förteckning se Lista över Wimbledonmästare i damsingel

### Herrar singel
De senaste 10 årens mästare:
| 2023 | Carlos Alcaraz                      |
| 2022 | Novak Djokovic                      |
| 2021 | Novak Djokovic                      |
| 2020 | Inställt på grund av Coronapandemin |
| 2019 | Novak Djokovic                      |
| 2018 | Novak Djokovic                      |
| 2017 | Roger Federer                       |
| 2016 | Andy Murray                         |
| 2015 | Novak Djokovic                      |
| 2014 | Novak Djokovic                      |

För en fullständig förteckning se Lista över Wimbledonmästare i herrsingel

### Damer dubbel
De senaste 10 årens mästare:
| 2022 | Barbora Krejčíková                  | & | Kateřina Siniaková |
| 2021 | Elise Mertens                       | & | Hsieh Su-wei       |
| 2020 | Inställt på grund av Coronapandemin |   |                    |
| 2019 | Barbora Strýcová                    | & | Hsieh Su-wei       |
| 2018 | Barbora Krejčíková                  | & | Kateřina Siniaková |
| 2017 | Jekaterina Makarova                 | & | Jelena Vesnina     |
| 2016 | Venus Williams                      | & | Serena Williams    |
| 2015 | Martina Hingis                      | & | Sania Mirza        |
| 2014 | Sara Errani                         | & | Roberta Vinci      |
| 2013 | Peng Shuai                          | & | Hsieh Su-wei       |

För en fullständig förteckning se Lista över Wimbledonmästare i damdubbel

### Herrar dubbel
De senaste 10 årens mästare:
| 2022 | Matthew Ebden                       | & | Max Purcell    |
| 2021 | Nikola Mektić                       | & | Mate Pavić     |
| 2020 | Inställt på grund av Coronapandemin |   |                |
| 2019 | Juan Sebastián Cabal                | & | Robert Farah   |
| 2018 | Jack Sock                           | & | Mike Bryan     |
| 2017 | Łukasz Kubot                        | & | Marcelo Melo   |
| 2016 | Pierre-Hugues Herbert               | & | Nicolas Mahut  |
| 2015 | Jean-Julien Rojer                   | & | Horia Tecău    |
| 2014 | Jack Sock                           | & | Vasek Pospisil |
| 2013 | Bob Bryan                           | & | Mike Bryan     |

För en fullständig förteckning se Lista över Wimbledonmästare i herrdubbel

### Mixed dubbel
De senaste 10 årens mästare:
| 2021 | Neal Skupski                        | & | Desirae Krawczyk    |
| 2020 | Inställt på grund av Coronapandemin |   |                     |
| 2019 | Ivan Dodig                          | & | Latisha Chan        |
| 2018 | Alexander Peya                      | & | Nicole Melichar     |
| 2017 | Jamie Murray                        | & | Martina Hingis      |
| 2016 | Henri Kontinen                      | & | Heather Watson      |
| 2015 | Leander Paes                        | & | Martina Hingis      |
| 2014 | Nenad Zimonjić                      | & | Samantha Stosur     |
| 2013 | Daniel Nestor                       | & | Kristina Mladenovic |
| 2012 | Mike Bryan                          | & | Lisa Raymond        |
| 2011 | Jürgen Melzer                       | & | Iveta Benešová      |

För en fullständig förteckning se Lista över Wimbledonmästare i mixed dubbel

### Fotnoter
1. ↑  Anders Sjöstrand (30 juni 2002). ”Wimbledon har kvar dragningskraften”. Dagens nyheter. http://www.dn.se/sport/wimbledon-har-kvar-dragningskraften/. Läst 20 november 2016.
2. ↑  Claes Sjödin (26 juni 2005). ”Två veckor av kaos väcker Wimbledon”. Dagens nyheter. http://www.dn.se/arkiv/sport/tva-veckor-av-kaos-vacker-wimbledon/. Läst 20 november 2016.
3. ↑  ”Klassikern Wimbledon ställs in” (på svenska). SVT Sport. 1 april 2020. https://www.svt.se/sport/tennis/klassikern-wimbledon-stalls-in. Läst 10 juli 2022.
4. ↑  Gabriel Melke (11 juli 2021). ”Djoković vinner Wimbledon” (på svenska). SVT Sport. https://www.svt.se/sport/tennis/wimbledon-final. Läst 10 juli 2022.